# Yu-Gi-Oh! 5D's
Yu-Gi-Oh! 5D's (遊☆戯☆王5D's（ファイブディーズ） Yūgiō Faibu Dīzu, "Vua trò chơi: năm con rồng toả sáng") là một seri thuộc Yu-Gi-Oh! được bắt đầu phát sóng ở Nhật Bản từ 2 tháng 4 năm 2008, và thay thế Yu-Gi-Oh! GX (phát sóng với tên Yu-Gi-Oh! Duel Monsters GX ở Nhật Bản). 5D's cũng là seri Yu-Gi-Oh! đầu tiên được chiếu trên màn ảnh rộng.
Như các seri trước, seri này tập trung vào trò chơi giữa các nhân vật với các lá bài, Duel Monsters (Đấu bài quái thú), mặc dù thực tế cụm từ 'Duel Monsters' đã được loại bỏ khỏi tên của seri. Seri này giới thiệu một loại bài mới gọi là Synchro Monster. Trong seri này, ngoài việc đấu bài bằng Duel Disks, còn có một loại Duel Disk mới, cỗ máy dạng mô tô, được gọi là "Duel Runner" ("D-Wheels" trong bản Tiếng Nhật) được sử dụng, và các bài thủ (duelist) tham gia trận đấu "Turbo Duel" ("Riding Duel" trong bản Tiếng Nhật). Câu chuyện xoay quanh Yusei Fudo, nhân vật chính 18 tuổi, với chủ bài là "Stardust Dragon".
Như hai seri trước đó (Yu-Gi-Oh! Duel Monsters và Yu-Gi-Oh! Duel Monsters GX), seri này đã được mua lại bởi 4Kids Entertainment để chiếu ở Mỹ vào tháng chín, 2008. Nó bắt đầu được chiếu trên The CW4Kids, từ 13 tháng 9 năm 2008. Bản lồng tiếng Anh được chiếu ngày 24 tháng 7, tại San Diego Comic-Con năm 2008, nơi tập đầu tiên được lồng được chiếu thử. Như hai seri trước, câu chuyện, các lá bài, và tên các nhân vật được thay đổi. 1 tháng 6 năm 2009 Yu-Gi-Oh 5D's đã bắt đầu được chiếu 5 ngày một tuần trên Cartoon Network. Một manga dựa theo seri phim đã được xuất bản trên V-Jump Monthly Magazine từ tháng 8 năm 2009.

## Câu chuyện
Yu-Gi-Oh! 5D's xảy ra nhiều thập kỉ sau các sự kiện trong Yu-Gi-Oh! GX. Tuy nhiên, không như GX, nó không nối tiếp câu chuyện của loạt phim trước.
Trò chơi Duel Monster đã được thay đổi; một hình thức đấu bài mới đã được giới thiệu trong thế giới tương lai của 5D's: "Turbo Duel" (Riding Duel trong phiên bản Tiếng Nhật). Các bài thủ thi đấu trong sân vận động lớn, và sử dụng môtô đấu bài được gọi là "Duel Runner" ("D-Wheel" trong phiên bản Tiếng Nhật). Thành phố Domino cũng đã thay đổi, được điều khiển bởi người đứng đầu Sector Security (Public Security Maintenance Bureau trong phiên bản Tiếng Nhật), Rex Goodwin. Người giàu và có thế lực sống ở trong một phần gọi là "Thành phố Domino Mới" ("Neo Domino" trong phiên bản Tiếng Nhật), trong khi những người thuộc tầng lớp nghèo khổ bị xa lánh và phải sống trong các khu ổ chuột tại "Satellite". Trong phiên bản Tiếng Nhật, họ bị gọi là "cặn bã của Satellite" bởi cư dân của thành phố Domino Mới. Là một bài thủ tham vọng của Satellite, Yusei Fudo, tự tạo Duel Runner cho riêng mình, nhưng anh đã bị phản bội bởi người bạn thân, Jack Atlas, người đã đánh cấp Duel Runner và lá bài quý báu của Yusei, Stardust Dragon.
Hai năm sau, Yusei đã tạo ra một Duel Runner khác và rời khỏi Satellite để đến Domino Mới. Jack, bây giờ là Vua Đấu Bài (King phiên bản Tiếng Nhật), đã trở nên nổi tiếng cùng với quái thú của mình, Red Dragon Archfiend (Red Demon's Dragon trong phiên bản Tiếng Nhật), ở Domino Mới. Yusei và Jack đã đối mặt với nhau trong một Turbo Duel, và trong khi trận đấu diễn ra, Yusei đã giành lại quyền kiểm soát Stardust Dragon. Khi Stardust và Red Dragon Archfiend chiến đấu, một con rồng thứ ba xuất hiện và làm gián đoạn cuộc đấu. Điều này thu hút sự chú ý của Rex Goodwin, người đã nhân ra bí mật ngàn năm của Jack, có liên quan đến "People of the Stars" (星の民 Hoshi no Tami), một nền văn minh tiền Incan, "Crimson Dragon" (赤き竜 Akaki Ryū), và "Signer" (シグナー Shigunā). Ông ta cũng nhân ra rằng Jack, cùng với Yusei là con cháu của nền văn minh đó và có số mệnh đối đầu với Dark Signers. Yusei, Jack, Akiza Izinski (Aki Izayoi trong phiên bản Tiếng Nhật), và Luca (Ruka trong phiên bản Tiếng Nhật) tập trung ở Satellite để đối mặt với kẻ thù, cùng với sự giúp đỡ của Lua (Rua trong phiên bản Tiếng Nhật) và Crow Hogan, người sau này trở thành Signer thứ 5.
Sau khi đánh bại Dark Signer, Yusei và bạn bè chuẩn bị cho giải đấu WRGP sắp tới, trong khi phải đối mặt với một mối đe doạ mới. Trong lúc này, Yusei gặp gỡ một người đàn ông bí ẩn người đã dạy cậu về Triệu hồi Accel, một siêu cơ khí đã mất trí nhớ có tên Bruno và một cô gái tên Sherry Leblanc, người đang điều tra về tổ chức Ylliaster là những kẻ có liên quan đến cái chết của bố mẹ cô. Yusei cũng đến một nơi gọi là Thị Trấn Đổ Nát để bảo vệ bạn bè trong đó có Kalin (Kiryu trong phiên bản tiếng Nhật), một cựu Dark Signer. 